# مطار فراه
مطار فراه (بالإنجليزية: Farah Airport)‏ (إياتا: FAH، إيكاو: OAFR)  هو مطار عسكري يقع في فراه، أفغانستان. يتم استخدامه من قبل القوات المسلحة الأمريكية والقوة الدولية للمساعدة الأمنية (إيساف) والقوات سلاح الجوي الأفغانية (AAF). يقوم سلاح المهندسين بالجيش الأمريكي بتطوير وتوسيع المطار، مع إضافة مرافق جديدة لقوات الأمن الوطني الأفغانية.

## شركات الطيران والوجهات
| شركـات طيـران | الوجهات                             |
| ------------- | ----------------------------------- |
| طيران كيم اير | مطار هراة الدولي , مطار كابل الدولي |

## روابط خارجية
- سجل المطار لمطار فراه في Landings.com.
- تاريخ الحوادث لـ (FAH) على شبكة سلامة الطيران.
- Airport information for OAFR at Great Circle Mapper.